# The AIDS Show
The AIDS Show es una obra de teatro, escrita colaborativamente, sobre el VIH/SIDA. Una película documental de 1986 sobre la puesta en escena de la pieza teatral lleva el mismo nombre.

## Producción de 1984
The AIDS Show es producida por primera vez  en septiembre de 1984 por el Theatre Rhinoceros, un teatro gay y lésbico con sede en San Francisco, con el nombre de The AIDS Show: Artists Involved with Death and Survival. (El show del SIDA: artistas involucrados con la muerte y la supervivencia). El espectáculo es producido en el estudio del sótano del teatro. 
La dirección es de Leland Moss, la pieza se presenta en el teatro regularmente, y luego realiza una gira, modificada, durante la mayor parte del siguiente año a su estreno. The AIDS Show es publicada por la editorial West Coast Plays, del California Theatre Council (1985).

## Producción de 1985

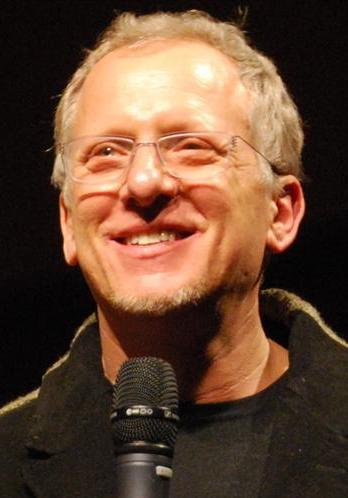
El director de cine Rob Epstein

Una nueva producción, titulada Unfinished Business: The New AIDS Show (negocio inacabado: el nuevo show del SIDA), y codirigida por Moss y Doug Holsclaw, abre la temporada del escenario principal del Theatre Rhinoceros, en septiembre de 1985. El espectáculo se presenta en otros varios escenarios, durante un año más. The AIDS Show es luego el tema de un documental de la cadena pública de televisión estadounidense PBS en 1986, realizada por el cineasta Rob Epstein y Peter Adair, también titulada The AIDS Show: Artists Involved with Death and Survival.